# Jazz Festival Enkhuizen

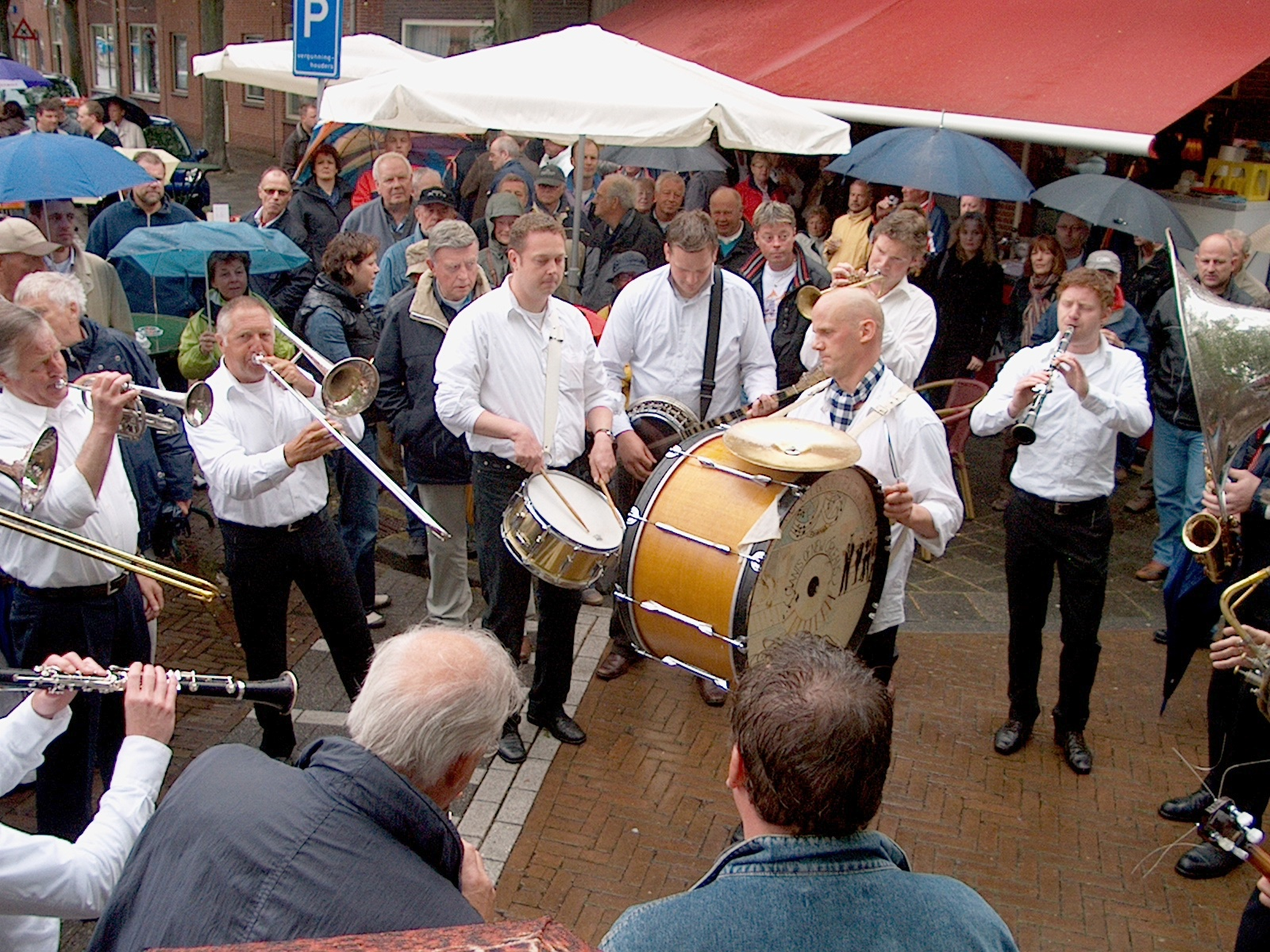
Jazzfestival Enkhuizen in 2008

Het Jazz Festival Enkhuizen is sinds 1974 een jaarlijks jazzevenement in de binnenstad van Enkhuizen. Van een eenmalige gebeurtenis groeide het uit tot een vierdaags festival met binnenlandse en buitenlandse jazzartiesten. In 2013 vierde het festival zijn veertigste jubileum.

## Geschiedenis
Het eerste Enkhuizer jazzfestival vond plaats op zaterdagavond 20 april 1974. De initiator hiervan was de Enkhuizer Freetime Old Dixie Jassband, nadat zij het jaar ervoor optraden tijdens het Breda Jazz Festival.
Het eerste festival bestond uit een zogenaamde kroegentocht in zes lokale horecagelegenheden met evenzoveel jazzorkesten. Ter promotie hiervan werd er overdag een streetparade georganiseerd zoals deze kenmerkend is in New Orleans, de bakermat van de traditional jazz (tevens bekend als dixieland). Deze streetparade is tegenwoordig nog steeds onderdeel van het festival.
Een jaar later schreef de organisatie zich officieel in als 'Stichting Bevordering Oude Stijl Jazz'. In 1976 werd het festival uitgebreid met een 'openingsconcert' op de vrijdagavond. Weer een jaar later werd het festival uitgebreid tot drie dagen, met het Bloody Mary concert op de zondagmiddag, en sinds 2008 is het een vierdaags festival. Sinds het begin van het festival zijn er meerdere muzikale onderdelen en activiteiten toegevoegd en aangepast.
Het festival is muzikaal gezien een traditional jazzfestival, maar er worden ook artiesten uitgenodigd die genres spelen die dicht bij de traditionele jazz liggen, zoals boogiewoogie, lindyhop en gipsyjazz.
Volgens een merkenonderzoek in opdracht van de provincie Noord-Holland uit 2013, is het Enkhuizer jazzfestival het bekendste festival van West-Friesland.

## Evenementen
Hoewel de programmering door de jaren heen wijzigt, zijn er enkele evenementen die jaarlijks terugkeren. Tijdens de Streetparade lopen verscheidene jazzbands al spelend door de stad. In 1990, toen dit onderdeel nog Bourbon Streetparade heette, maakte een Duitse filmploeg van de ZDF, onder regie van Henning Lohner een documentaire van dit onderdeel met de titel "Dixieland Jazzfestival Enkhuizen".
Andere terugkerende onderdelen zijn de kroegentocht, waarbij in diverse kroegen jazzbands optreden.
De traditionele afsluiter van het Jazz Festival, dat tot 2015 bekendstond als het Bloody Mary-concert, gaat vanaf 2016 verder als Swingin' Sunday.

## Jazz Walk of Fame
Sinds 2008 onthult de Enkhuizer Sgt. Pepper's Jazz-Club tijdens het festival een plaquette steen (ingemetseld op het Enkhuizer Venedie) met daarop een naam van een (Enkhuizer) oudestijl jazzbands of persoon die veel voor de Enkhuizer jazz in zijn algemeenheid heeft betekend. De laatste jaren zijn hierin de namen van onder anderen Glenn Miller, Phil Mason’s New Orleans All Stars with Christine Tyrrell en Benny Goodman vereeuwigd.
Het idee achter deze Walk of Fame was om Enkhuizen, “the hottest town in the north” met zijn jazzfestival, jazzclub en maar liefst 13 jazzbands, als jazzstad nationaal en internationaal nog meer op de kaart te kunnen zetten en te borgen.